# 浦安市立図書館
浦安市立図書館 （うらやすしりつとしょかん）は、千葉県浦安市が運営する公立図書館の総称。

## 概要
同市猫実一丁目にある中央図書館と7つの分館、3つの駅前サービスコーナーで「浦安市立図書館」を構成する。
創設時より、市民への情報提供に力を入れ、地方自治体による運営の図書館としては有数の利用実績を誇り、日本各地からの視察・研修が多い。
1990年代ころは、資料購入予算も年1億円ほどのときもあり、千葉県内の「成田市」「袖ケ浦市」の市立図書館とともに御三家などとも言われていた（現在は、予算も大幅に減らされ、見る影もない）。
なお、隣接する市川市行徳支所管内（旧南行徳町全域・旧行徳町の一部）の住民に関しても制限付きながら利用可能となっている。

## 沿革
- 1957年（昭和32年）7月 - 浦安町役場教育委員会内に図書室設置
- 1964年（昭和39年）4月 - 中央公民館が竣工、同館2階に図書館移設
- 1969年（昭和44年）1月 - 浦安町立図書館開館（旧千葉銀行浦安支店を一部改修）
- 1975年（昭和50年）9月 - 移動図書館巡回開始
- 1980年（昭和55年）12月 - 「（仮称）浦安町中央図書館建設計画書」が策定される
- 1981年（昭和56年）4月 - 市制開始。浦安市立図書館に改称
- 1982年（昭和57年）5月 - 堀江公民館図書室（1983年に堀江分館に改称）開館
- 1983年（昭和58年）3月 - 中央図書館開館、5月 - 富岡公民館図書室（1983年に富岡分館に改称）開館
- 1984年（昭和59年）3月 - 市民1人当たりの年間貸出冊数、日本初の2桁（11.4冊）突破
- 1985年（昭和60年）7月 - 中央公民館図書室開館（猫実分館が移転、改称）
- 1987年（昭和62年）5月 - 美浜公民館図書室開館[2]
- 1989年（平成元年）4月1日 - 書庫棟開設[3]
- 1993年（平成5年）3月 - 「図書館友の会」発足
- 1996年（平成8年）7月 - 当代島公民館図書室開館
- 1998年（平成10年）7月 - 日の出公民館図書室開館
- 2002年（平成14年）9月 - 明海大学との相互交流協定により、双方の蔵書の利用・予約が可能となる[4]
- 2006年（平成18年）12月 - 移動図書館事業終了
- 2008年（平成20年）3月 - 年間貸出数、200万冊突破
- 2010年（平成22年）4月 - 浦安市立図書館設置条例改正により、中央公民館図書室、美浜公民館図書室、当代島公民館図書室、日の出公民館図書室が条例設置の図書館施設（猫実分館、美浜分館、当代島分館、日の出分館）となる、7月 - 高洲分館開館
- 2011年（平成23年）3月 - 東日本大震災が発生し，全館休館、4月 - 中央図書館開館再開、5月 - 分館開館再開
- 2014年（平成26年）10月 - 堀江公民館の大規模改修工事に伴い，堀江分館休館
- 2015年（平成27年）4月 - 堀江分館が公民館2階から1館に移転し開館再開、7月 - 「浦安震災アーカイブ」[5]を公開、月曜開館を開始[6]、11月　- 富岡公民館大規模改修工事に伴い、富岡分館休館
- 2016年（平成28年）6月 - 富岡分館開館再開
- 2017年（平成29年）10月 - 中央公民館大規模改修工事に伴い，猫実分館休館
- 2018年（平成30年）7月 - 猫実分館開館再開、12月 - 中央図書館が大規模改修工事のため休館
- 2020年（令和2年）3月 - 中央図書館がリニューアルし、再開館。

## 所蔵資料
- 図書
- 雑誌
- 新聞
- 紙芝居
- 地図
- 視聴覚資料（レコード・カセット・ビデオ・DVD・CD・LD・16mm）
- マイクロフィルム

## 所在地・交通
中央図書館
- 所在地：浦安市猫実1-2-1
- 交通
  - JR新浦安駅から徒歩17分
  - 東京地下鉄浦安駅から徒歩20分

堀江分館（堀江公民館内）
- 所在地：浦安市富士見2-2-1

猫実分館（中央公民館内）
- 所在地：浦安市猫実4-18-1

富岡分館（富岡公民館内）
- 所在地：浦安市富岡3-1-7

美浜分館（美浜公民館内）
- 所在地：浦安市美浜5-13-1

当代島分館（当代島公民館内）
- 所在地：浦安市当代島2-14-1

日の出分館（日の出公民館内）
- 所在地：浦安市日の出4-1-1

高洲分館（高洲公民館内）
- 所在地：浦安市高洲5-3-2

新浦安駅前プラザ MARE図書サービスコーナー
- 所在地：浦安市入船1-2-1

舞浜駅前行政サービスセンター
- 所在地：浦安市舞浜25-2

浦安駅前行政サービスセンター
- 所在地：浦安市北栄1-13-25（西友パート2・1階）

### 受賞歴
- 1984年、千葉県教育功労賞
- 1985年、日本図書館協会建築賞「優秀賞」

## 関連文献
- 『図書館の街 浦安 - 新任館長奮戦記』（竹内紀吉著、未来社、1985年）ISBN:4624000129
- 『浦安の図書館と共に』（竹内紀吉著、未来社、1989年）ISBN:4624000161
- 『浦安図書館にできること - 図書館アイデンティティ』（常世田良著、勁草書房、2003年）ISBN：4326098279
- 『浦安図書館を支える人びと - 図書館のアイデンティティを求めて』（鈴木康之・坪井賢一共著、日本図書館協会、2004年）ISBN:4820404318

### 論文・記事
- CiNii>浦安市立中央図書館・浦安市立図書館・浦安市図書館